# Parti fédéraliste (France)
Pour les articles homonymes, voir Parti fédéraliste.
 (septembre 2017).
Si vous disposez d'ouvrages ou d'articles de référence ou si vous connaissez des sites web de qualité traitant du thème abordé ici, merci de compléter l'article en donnant les références utiles à sa vérifiabilité et en les liant à la section « Notes et références ».
Le Parti fédéraliste France est la section française du Parti fédéraliste européen. Avant le rassemblement avec le mouvement pan-européen Europe United qui a été officialisé le 6 novembre 2011 à Paris, le Parti fédéraliste, fondé en 1995 et uniquement présent en France, était issu d'anciens membres du Rassemblement pour l'Europe fédérale.

## Projet politique
Le Parti fédéraliste européen section France se définit comme « le bras actif de tous ceux qui veulent promouvoir en France une réelle décentralisation et un fédéralisme européen ».
Il rassemble des militants de droite, de gauche et du centre et s'inscrit au-delà du clivage traditionnel droite-gauche. Il est formé d’adhérents et de sympathisants issus de la société civile et qui mènent de front leur vie professionnelle et leur engagement politique. Ils peuvent également militer dans d’autres mouvements comme les écologistes, le centre, etc. Certains sont de sensibilité de gauche, d'autres de sensibilité à droite mais tous se retrouvent sur les questions européennes développées par le parti.
Le Parti fédéraliste est favorable au fédéralisme à la fois au niveau européen, par la mise en commun des compétences qui le nécessitent pour une action coordonnée à ce niveau, et au plan français pour une dévolution du pouvoir en faveur de régions ou territoires selon le principe de subsidiarité. Le Parti fédéraliste s’implique en outre dans les débats sur la réforme territoriale et se prononce pour une véritable décentralisation au profit des régions et la suppression de conseils départementaux.

### Principales propositions
Comme son nom l'indique, le but du parti est de faire de l'Union européenne un véritable État fédéral. Ce projet peut se réaliser éventuellement à partir d'un noyau de pays volontaires membres de l'eurozone. Cela implique :
- Instaurer une Constitution fédérale en lieu et place des multiples traités actuels.
- Élire un président fédéral au suffrage universel direct afin de représenter la fédération sur le plan international[3]. Garant de sa constitution, il exercerait les pouvoirs du Conseil européen.
- Faire de la Commission européenne un véritable gouvernement fédéral.
- Renforcer les pouvoirs du Parlement européen. Le scrutin doit être régionalisé afin de rapprocher les députés européens de leurs électeurs, tandis que le Conseil de l'Union européenne doit être remplacé par un véritable « Sénat européen » (chambre haute), dans l'optique d'un système bicaméral.
- Approfondir la Cour de justice de l'Union européenne pour en faire une véritable Cour suprême.
- Renforcer les pouvoirs de la Banque centrale européenne pour lui donner les moyens d'agir face aux crises financières.
- Créer un État-major européen responsable de l'armée européenne commune.
- Approfondir la citoyenneté européenne pour en faire une véritable nationalité, indépendante de la citoyenneté nationale.
- Définir une politique étrangère et diplomatique européenne commune afin de mieux défendre les intérêts européens face aux autres grandes puissances (notamment les États-Unis et la Chine).
- Créer un budget européen pour financer des grands travaux et créer des emplois partout en Europe.
- Instaurer des autorités européennes de contrôles, indépendantes des États, dans les domaines de l'environnement, de la sécurité sanitaire et de la bioéthique.
- Les pays qui souhaitent rejoindre l'Union fédérale devront adopter la Constitution européenne pour conserver une certaine cohérence dans son fonctionnement. Cela n'exclut pas la possibilité d'accords de coopération avec des partenaires privilégiés[4].

Ces propositions clés concernant exclusivement l'Europe renvoient au second plan la vocation originelle du parti de promouvoir le fédéralisme français. Il demeure néanmoins partisan de la poursuite de la décentralisation, et promeut une « Europe des régions », c'est-à-dire une intégration à une échelle plus proche des Länder allemands ou des cantons suisses que des grands États-Nations.
En 2024, il est constaté que le Parti fédéraliste adopte une ligne plus conservatrice en défendant une politique plus pour la souveraineté des États, la civilisation européenne, contre l'immigration et le wokisme.

### Le Parti fédéraliste et l'Europe actuelle
Le PFE estime que l’essentiel des maux dont souffre l’Union européenne aujourd’hui est due à la vieillesse et aux lacunes d’un schéma institutionnel qui a été achevé par la crise. Le Parti fédéraliste souhaite dépasser l'Union actuelle qui est selon lui « bureaucratique et antidémocratique ».
L'Europe fédérale souhaitée par le PFE n'a donc rien à voir avec l'Union européenne actuelle qui serait trop faible pour pouvoir défendre les intérêts français et européens, et trop loin des préoccupations des citoyens.
En septembre 2003, le Parti fédéraliste dépose une plainte devant la Cour européenne des Droits de l'homme contre la France, elle vise à faire changer le mode d'attribution des aides publiques aux partis politiques.

## Stratégie politique
Le Parti fédéraliste développe depuis sa création une stratégie électoraliste. Il s'agit d'un parti politique dont l'objectif est de changer le destin de l'Europe par la prise du pouvoir. Le PFE cherche à se différencier des mouvements européistes traditionnels qui refusent de participer à des élections. Il a pour ambition de dépasser le côté exclusivement élitiste des mouvements fédéralistes traditionnels. Au contraire, le PFE s'adresse directement aux citoyens français et européens de toutes origines et a un discours volontariste et accessible sur l'Europe et la crise. Le fédéralisme étant une notion mal connue des Français, son objectif est d'utiliser un vocabulaire simplifié pour convaincre. 
Le Parti fédéraliste a participé à diverses élections : présidentielle, européennes, régionales, municipales. 
Le second objectif du PFE est de faire peser davantage l'idée fédéraliste dans le débat public et ce par des actions médiatiques avec d'autres mouvements et en réagissant à chaud à l'actualité.

## Participations électorales

### Élections européennes
- 1999 : 0,1 %
- 2004 : 8 listes : entre 0,01 % et 0,04 % (circ. Nord-Ouest et Outre-Mer) Les bulletins de vote sont téléchargeables uniquement via internet. En effet, les listes intitulées www.jevoteautrement.com innovent en proposant aux électeurs de télécharger leur bulletin de vote sur le site Internet créé à cet effet.

#### Élections européennes d'avril 2009
Les fédéralistes voulaient déposer des listes 100 % européennes[Quoi ?] dans trois régions : Est, Sud-Est et Île-de-France, avec des candidats originaires de toute l'Europe et aux multiples nationalités. Ses candidatures ont été invalidées par le ministère de l'Intérieur lors du dépôt le vendredi 22 mai 2009 car toutes les pièces administratives des candidats européens n'ont pas été présentées. De l'avis même des fonctionnaires présents, il était quasiment impossible - vu le nombre et la nature des pièces demandées - de rassembler ces documents administratifs dans le temps imparti.

#### Élections européennes de mai 2014
Le Parti fédéraliste européen avait pour objectif de présenter des listes PFE dans un maximum de circonscription française. Lors du lancement de la campagne européenne à Strasbourg les 2 et 3 février 2014, les premières têtes de liste ont été désignées. Des listes ont été déposées dans chacune des sept euro-circonscriptions électorales. Résultats du PFE par circonscription :
- Nord-Ouest : 0,16 % (4 322 voix) ; Île-de-France : 0,04 % (1 127 voix) ; Est : 0,23 % (5 598 voix) ; Massif-central-Centre : 0,02 % (240 voix) ;
- Ouest : 0,04 % (969 voix) ; Sud-Ouest : 0,01 % (273 voix) ; Sud-Est : 0,18 % (5 897 voix).

On notera que les votants étaient invités à imprimer eux-mêmes leur bulletin PFE, pour limiter les frais de campagne électorale. Ce qui a pu être un frein au vote, voire à la validation de bulletins.

#### Élections européennes de mai 2019
Après modification de la délimitation des régions (fin 2014), le scrutin par circonscriptions multi-régionales a été remplacé (en 2018) par une circonscription nationale unique pour les élections européennes à venir. 
Toutefois, l'ex circonscription Nord-Ouest correspond à la somme des deux nouvelles régions Hauts-de-France et Normandie, et l'ex circonscription Est à celle des deux nouvelles régions Grand Est et Bourgogne-Franche-Comté. L'île-de-France est inchangée, mais la comparaison avec les résultats des européennes 2014 est moins simple plus au sud, du fait de délimitations modifiées de régions.
Résultats 2019 du Parti fédéraliste (France) en % exprimés (et en voix) :  0,06% (12 581 voix) pour la France entière
Résultat 2019 du Parti fédéraliste par nouvelle région :
- (ex-circonscription Nord-Ouest) Hauts-de-France : 0,05 % (1 024 voix), Normandie : 0,06 % (785 voix) ;   (ex-circonscription Est) Grand Est : 0,09 % (1 760 voix), Bourgogne-Franche-Comté : 0,02 % (223 voix).
- Île-de-France : 0,05% (1 907 voix) ;  Bretagne : 0,15 % (1 899 voix) ; Pays de la Loire : 0,06% (811 voix) ; Centre-Val de Loire : 0,02% (137 voix)
- Nouvelle-Aquitaine : 0,03 % (718 voix) ; Occitanie : 0,04 % (814 voix) ; Auvergne-Rhône-Alpes : 0,06 % (1 545 voix) ; Provence-Alpes-Côte d'Azur : 0,04 % (753 voix) ; Corse : 0,08 % (66 voix)

#### Élections européennes de juin 2024
Bien qu'il ait annoncé son intention, le parti indique que sa situation financière ne permet pas de déposer une liste.

### Élections présidentielles

#### 2002
Jean-Philippe Allenbach est désigné candidat du Parti fédéraliste, mais n'obtient pas les 500 signatures. Appel durant l'entre-deux-tours à voter contre Jean-Marie Le Pen, candidat d'extrême droite.

#### 2007
En 2006, Christian Chavrier est désigné candidat du parti à l'élection présidentielle de 2007. Il annonce en février 2007 son ralliement à l'équipe de campagne de François Bayrou. Jean-Philippe Allenbach, ancien président du mouvement, tente également sans succès de rassembler les parrainages sans le soutien du PFE mais avec celui du Mouvement Franche-Comté.

#### 2012
En septembre 2011, le Parti fédéraliste a annoncé son intention de présenter un candidat européen à l'élection présidentielle française de 2012 afin que le thème du fédéralisme devienne un enjeu majeur de la campagne. En septembre 2011, le Parti fédéraliste annonce le soutien de Daniel Cohn-Bendit à sa campagne pour la promotion du fédéralisme lors de l'élection présidentielle française de 2012. Le 21 janvier 2012, Hélène Féo, membre fondatrice du PF, vice-présidente et porte parole, est désignée candidate. Elle n'arrive pas à obtenir les parrainages nécessaires.

#### 2017
En juillet 2016, le président du PFE Yves Gernigon se déclare candidat à l'élection présidentielle. Il n'arrive pas à obtenir les parrainages nécessaires. 

### Élections législatives
- 2002 : 93 candidats (9 871 voix au total au premier tour)
- 2012 : 15 candidats soutenus par le Parti fédéraliste européen.
- 2017 : 16 candidats investis par le Parti fédéraliste européen
- 2024 : Le parti dénonce la dissolution, ne présente pas de candidats mais appelle à voter pour ceux proches de ses idées[13].

### Élections régionales
- 1998 : (12 listes) entre 0,52 % et 3,87 %
- 2001 : La liste présentée aux élections municipales à Besançon obtient un score de 4,9 % à la suite d'une campagne menée sur le thème de la proximité et de l'écoute des citoyens.
- 2004 : 4 listes : 2,51 % en Île-de-France sur une liste de rassemblement avec d'autres petites formations. Pour la première fois de son histoire, le parti accède à la campagne audiovisuelle officielle.
- 2010 : 2 listes :
  - en Haute-Normandie sur une liste de rassemblement (avec l'Alliance écologiste indépendant) : 1,13 %
  - en Île-de-France avec Alliance écologiste AEI : 1,78 %

### Élections locales
Élection cantonale partielle 2010 :
- Mickael Millet, canton de Saint-Laurent de la Salanque (Candidat Europe - Liberté, soutenu par l'Alliance écologiste Indépendante et le Parti fédéraliste) : 1,9 %

Élections cantonales de 2011 :
- Val-de-Marne : Michel Gineste, canton de Saint-Maur Ouest : 41,3 %
- Seine-Saint-Denis : Claire Vigeant, canton d’Aubervilliers Est : 2,8 %
- Val-de-Marne : Elisabeth Bouffard-Savary, canton de Saint-Maur Centre : 23,5 %
- Hauts-de-Seine : Okan Germiyan, canton d’Issy-Est 4 %
- Vaucluse - orange est : Parti Fédéraliste et le Parti Occitan 6 %
- Savoie - canton de Montmélian : Noël Communod 10 %

Élections municipales françaises de 2020, plusieurs membres du PFE ont été élus :
- Jean-Christophe Destailleur, élu maire d’Halluin et conseiller métropolitain de la Métropole européenne de Lille[15] (département du Nord).
- François Lambert, élu premier adjoint de Blaziert (village du Gers).
- Jean-Jacques Page (vice-président du Parti Fédéraliste Européen) est conseiller municipal délégué chargé de la culture et de la langue bretonnes, à Vannes (Morbihan). Il est aussi conseiller communautaire de la communauté d’agglomération « Golfe du Morbihan - Vannes Agglomération ».
- Victor Fournier, élu conseiller municipal de Fécamp (Seine-Maritime).
- Jean-François Rouzières et Fayza Basini de la liste « Vivre Neuilly », élus conseillers municipaux à Neuilly-sur-Seine (Hauts-de-Seine).

## Organisation interne
Les présidents de la direction collégiale :
- Jean-Philippe Allenbach (président-fondateur de 1995 à 2005, en 2005 le Parti rassemble 2 500 militants répartis en métropole et dans les territoires d'outre-mer)
- Christian Chavrier (2005-2007, puis part au MoDem en décembre 2007)
- Michel Le Tallec (2007-2009)
- Yves Gernigon (depuis 2009)

### Délégations
- Alsace
- Bretagne
- Champagne-Ardenne : création en 2010
- Franche-Comté : en 2005, la section de Franche-Comté lance l'idée d'un référendum afin de rattacher la Franche-Comté à la Suisse à la suite du refus des Français du TCE
- Île-de-France
- Midi-Pyrénées
- Nord-Pas-de-Calais
- Normandie : le Parti fédéraliste de Normandie est né en mars 2009. Aux élections régionales de 2010 Guillaume Eloy, président du PFdN était cinquième sur la liste « Alliance pour la Normandie » et Éric Laruelle, vice-président, neuvième dans l'Eure. Cette liste a finalement recueillie 1,13 % des voix.
- Provence
- Rhône-Alpes